# Pectinura angulata
Pectinura angulata är en ormstjärneart som beskrevs av George Richard Lyman 1883. Pectinura angulata ingår i släktet Pectinura och familjen Ophiodermatidae. Inga underarter finns listade i Catalogue of Life.